# Condado de Rhea
El condado de Rhea (en inglés: Rhea County, Tennessee), fundado en 1807, es uno de los 95 condados del estado estadounidense de Tennessee. En el año 2000 tenía una población de 28.400 habitantes con una densidad poblacional de 35 personas por km². La sede del condado es Dayton.

## Geografía
Según la Oficina del Censo, el condado tiene un área total de 871 km² (336,3 mi²), de la cual 818 km² (315,8 mi²) es tierra y 53 km² (20,5 mi²) es agua.

### Condados adyacentes
- Condado de Cumberland norte
- Condado de Roane noreste
- Condado de Meigs este
- Condado de Hamilton sur
- Condado de Bledsoe oeste

## Demografía
En el 2000 la renta per cápita promedia del condado era de $30,418, y el ingreso promedio para una familia era de $35,580. El ingreso per cápita para el condado era de $15,672. En 2000 los hombres tenían un ingreso per cápita de $30,066 contra $21,063 para las mujeres. Alrededor del 14.70% de la población estaba bajo el umbral de pobreza nacional.

## Lugares

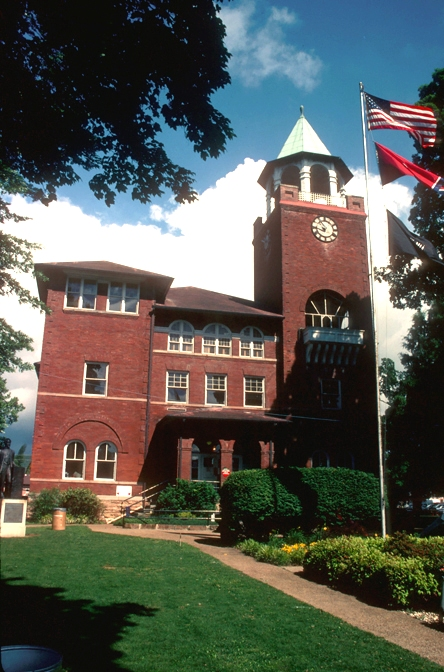
La Corte del Condado de Rhea, sede del El juicio a Scopes

### Ciudades y pueblos
- Dayton
- Graysville
- Spring City

### Comunidades no incorporadas
- Evensville
- Frazier
- Grandview

### Comunidades Antiguas
- Rhea Springs